# John Madden Football '92
John Madden Football '92, släpptes som Pro Football i Japan, är ett fotbollsdatorspel. Den har John Madden på omslaget. Madden Football '92 är uppföljaren till John Madden Football. Nya aspekter av den här versionen inkluderar återuppspelning, samspel med två spelare, quarterback skador, granskning och överlåt pass interferenssamtal.